# Avon Championships of Boston 1980
Avon Championships of Boston 1980  — жіночий тенісний турнір, що проходив на закритих кортах з килимовим покриттям Boston University Walter Brown Arena в Бостоні (США) в рамках циклу Avon Championships 1980. Відбувсь усьоме і тривав з 10 до 16 березня 1980 року. Перша сіяна Трейсі Остін здобула титул в одиночному розряді й отримала за це 24 тис. доларів США.

## Фінальна частина

### Одиночний розряд
Трейсі Остін —  Вірджинія Вейд 6–2, 6–1
- Для Остін це був 3-й титул за сезон і 13-й — за кар'єру.

### Парний розряд
Розмарі Казалс /  Венді Тернбулл —  Біллі Джин Кінг /  Ілана Клосс 6–4, 7–6(7–4)

## Розподіл призових грошей
| Дисципліна       | П       | F       | ПФ     | ЧФ     | 1/8    | 1/16 | Prel. round |
| Одиночний розряд | $24,000 | $14,000 | $6,350 | $3,000 | $1,600 | $900 | $600        |

## Нотатки
1. ↑  Недільний фінал відбувся в Бостон-гарден.[1][2]